# Puerto Villamil
Puerto Villamil is een stadje op de Ecuadoraanse Galápagoseilanden. Het is de grootste stad en parochie (parroquia) gelegen op het eiland Isabela. De stad ligt aan de zuidelijke kust van Isabela, wat het grootste eiland is van de eilandengroep. De stad telt ongeveer 1.700 inwoners, die vooral leven van de visserij, landbouw en het toerisme. De haven is de meest westelijke stop voor zeiljachten op de eilanden, en dus een frequente stop voor wie van hier naar de Marquesaseilanden zeilt of omgekeerd.